# Oaselantaarntje
Het oaselantaarntje (Ischnura fountaineae) is een libellensoort uit de familie van de waterjuffers (Coenagrionidae). De Nederlandstalige naam is ontleend aan Libellen van Europa.
De wetenschappelijke naam van de soort werd, als Ischnura fountainei, in 1905 gepubliceerd door Kenneth J. Morton. Omdat de soort expliciet naar een vrouw (Margaret E. Fountaine) werd vernoemd, moet de oorspronkelijke schrijfwijze 'fountainei' op basis van ICZN Art. 31.1 worden gecorrigeerd tot fountaineae.